# Hương Trà, Hương Khê
Hương Trà là một xã thuộc huyện Hương Khê, tỉnh Hà Tĩnh, Việt Nam.
Xã có diện tích 15,13 km², dân số năm 2009 là 2.490 người, mật độ dân số đạt 165 người/km².
Xã Hương Trà cách huyện lỵ là thị trấn Hương Khê 4km. Địa giới hành chính xã Hương Trà: Đông giáp xã Hương Đô; Tây giáp các xã Hương Lâm, Hương Xuân; Nam giáp xã Hương Lâm; Bắc giáp xã Lộc Yên và xã Hương Đô. Xã gồm 7 thôn: Bắc Trà, Tây Trà, Đông Trà, Nam Trà, Tân Trà, Tân Hương và Tiền Phong.

## Lịch sử
Xã được thành lập năm 2004 trên cơ sở giải thể Thị trấn Nông trường 20-4 thuộc huyện Hương Khê để thành lập xã Hương Trà trên cơ sở toàn bộ 1.513 ha diện tích tự nhiên và 2.437 nhân khẩu của Thị trấn Nông trường 20-4.